# Southbridge (Massachusetts)
Southbridge és una població dels Estats Units a l'estat de Massachusetts. Segons el cens del 2000 tenia 17.214 habitants.

## Demografia
Segons el cens del 2000, Southbridge tenia 17.214 habitants, 7.077 habitatges, i 4.522 famílies. La densitat de població era de 326,4 habitants/km².
Dels 7.077 habitatges en un 31,1% hi vivien nens de menys de 18 anys, en un 43,6% hi vivien parelles casades, en un 15,5% dones solteres, i en un 36,1% no eren unitats familiars. En el 29,7% dels habitatges hi vivien persones soles el 12,1% de les quals corresponia a persones de 65 anys o més que vivien soles. El nombre mitjà de persones vivint en cada habitatge era de 2,41 i el nombre mitjà de persones que vivien en cada família era de 2,98.
Per edats la població es repartia de la següent manera: un 25,4% tenia menys de 18 anys, un 8,6% entre 18 i 24, un 30,3% entre 25 i 44, un 20,7% de 45 a 60 i un 15,1% 65 anys o més.
L'edat mediana era de 36 anys. Per cada 100 dones de 18 o més anys hi havia 87,2 homes.
La renda mediana per habitatge era de 33.913 $ i la renda mediana per família de 41.863$. Els homes tenien una renda mediana de 36.008 $ mentre que les dones 25.685$. La renda per capita de la població era de 18.514$. Entorn del 13% de les famílies i el 15,4% de la població estaven per davall del llindar de pobresa.